# The Adventures of Rain Dance Maggie
«The Adventures of Rain Dance Maggie» es el primer sencillo del álbum I'm with You de Red Hot Chili Peppers, el cual fue lanzado el 15 de julio de 2011. Es el primer sencillo de la banda del álbum I'm with You y también el primero realizado con el guitarrista Josh Klinghoffer. El sencillo fue transmitido por primera vez en radio el viernes 15 de julio de 2011, tres días antes de lo esperado. La descarga digital está disponible desde el 18 de julio de 2011. Un video musical del tema fue realizado y transmitido por primera vez en TV el miércoles 17 de agosto de 2011 a las 7:53 p. m., hora local del este de Estados Unidos, a través de la cadena MTV.

## Video musical
El 23 de junio de 2011, se anunció que la artista de hip hop, Kreayshawn fue elegida para dirigir el video musical. Kreayshawn le dijo a MTV que ella se sorprendió cuando el sello de la banda se contactó con su gestión para dirigir el video. Ella dijo que fue a la escuela de cine, pero que nunca pensó que se traduciría en algo tan grande.
El 30 de julio de 2011, la banda llevó a la azotea de un edificio en Venice Beach, CA para filmar una segunda versión del video musical con el director Marc Klasfeld.
El 14 de agosto de 2011, la actriz Melanee E. Nelson discutió el concepto del video Kreayshawn. Nelson fue informada por un representante de Warner Bros que el video es poco probable que sea puesto al aire y que la banda iba en una dirección diferente. Nelson dijo que el video se llevó a cabo en un ambiente underground de los 90 donde interpretó a una chica que conoce todo el mundo y cuenta con muchas travesuras con un carácter de tipo geek. Nelson dijo que beber el carácter geek se mezclada con algo por lo que hubo escenas de fantasía, la participación de una cabra y estaba lloviendo en el interior del club. Ella dijo comentó también que la animación iba a ser añadida más tarde. Cada miembro de la banda también tuvo diferentes personajes en el video. Chad jugó de portero, Flea tocaba de camarero, mientras que Anthony y Josh hacían de paramédicos.
La banda decidió ir con el video Marc Klasfeld dirigida en vez de la versión Kreayshawn y no se sabe por qué se optó por volver a grabar el vídeo con otro director. Klasfeld habló sobre el concepto detrás del video diciendo que era simple e icónico. Él dijo que Anthony Kiedis fue inspirada por The Beatles icónico techo de rendimiento de 1969. Klasfeld de la filmación, dijo en una azotea que estaba un poco preocupado porque no tenían ninguna red de seguridad y preocupados por la banda de ir demasiado cerca de los bordes, pero eran profesionales y no tuvo problemas.
El video fue lanzado el 17 de agosto de 2011 hasta el MTV.com y el sitio web de la banda. MTV salió al aire el estreno de los Estados Unidos la televisión del vídeo en la misma fecha a las 7:53 p. m. hora del este, que fue seguido por un Q & A en vivo con la banda de responder a preguntas de los fanes a través de Twitter en MTV.com.

## Posición en listas
| Listas (2011)               | Máxima posición |
| --------------------------- | --------------- |
| Billboard Rock Songs        | 1               |
| Billboard Hot 100           | 30              |
| Billboard Alternative Songs | 1               |
| UK Singles Chart            | 44              |
| New Zealand Singles Chart   | 30              |

- Datos: Q2001920